# Karl Friedrich Abel
Pour les articles homonymes, voir Abel (homonymie).
Karl (ou Carl) Friedrich Abel (né le 22 décembre 1723 à Köthen dans la principauté d'Anhalt-Köthen et mort le 20 juin 1787 à Londres) est un violiste et compositeur allemand de la période classique.

## Biographie
Dernier virtuose de la viole de gambe et compositeur de nombreuses œuvres pour cet instrument, dont le Manuscrit de Drexel,  il fut d'abord élève de son père Christian Ferdinand Abel puis probablement de Johann Sebastian Bach. De 1748 à 1758, il était violiste de la Chapelle de Dresde. Puis il entama une série de concerts qui le menèrent finalement à Londres où il s'installa définitivement, hormis quelques séjours en France et en Allemagne. De 1765 à 1781, Johann Christian Bach s'associa à lui pour fonder les « Bach-Abel Concerts ». Non seulement violiste virtuose, Karl Friedrich Abel était aussi excellent claveciniste et corniste.

## Œuvres
Œuvres comportant un numéro d'opus :
- op. 1 : 6 ouvertures ou sinfonias
- op. 2 : 6 sonates pour violon (ou flûte) et basse continue
- op. 3 : 6 sonates en trio pour 2 violons et basse continue
- op. 4 : 6 ouvertures
- op. 5 : 6 ouvertures ou sinfonias
- op. 5 : 6 sonates pour clavecin et violon (ou flûte) et violoncelle (ad libitum)
- op. 6 : 6 sonates pour flûte traversière et basse continue
- op. 6 : 6 concertos pour flûte traversière et orchestre
- op. 7 : 6 symphonies
- op. 8 : 6 quatuors à cordes
- op. 9 : 6 sonates pour violon, violoncelle et basse continue
- op. 10 : 6 symphonies
- op. 11 : 6 concertos pour clavier et orchestre
- op. 12 : 6 quatuors pour flûte traversière et cordes
- op. 13 : 6 sonates pour violon et pianoforte
- op. 14 : 6 ouvertures (?)
- op. 15 : 6 quatuors à cordes
- op. 16 : 4 trios pour 2 flûtes traversière et basse continue
- op. 17 : 6 symphonies
- op. 18 : 6 sonates pour violon et pianoforte

Parmi les œuvres sans numéro d'opus, un concerto pour violon, un concerto pour violoncelle, des sonates pour une ou deux violes de gambe et clavier, des sonates pour viole de gambe seule, diverses autres pièces pour viole de gambe, six sonates pour clavier obligé et hautbois, etc.